# Герке Август Григорович
Август Григорович Ге́рке (1790, Люнебург — після 1848) — німецький і український скрипаль, диригент, педагог і композитор. Батько піанаста Антона Герке.

## Біографія
Народився у 1790 році в Люнебурзі (Німеччина). Поляк за походженням. З середини 1810-х років концертував в Україні. У 1822 році працював в Бремені, в 1823 році — в Києві, в 1824 році — в придворній капелі в Дессау. З 1825 по 1835 рік служив капельмейстером кріпосного оркестру графа Ганського в Житомирі, давав концерти в Харкові, викладав. З 1835 року директор музики в Касселі. З 1848 року жив в Детмольді. 
Автор оркестрових творів (у тому числі «Військової увертюри з трьома пістолетними пострілами»), п'єс для скрипки з оркестром («Попурі в польському стилі», «Три полонези») і інше.